# 丹尼森 (伊利諾伊州)
丹尼森（英語：Dennison）是位於美國伊利諾伊州克拉克縣的一個非建制地區。該地的面積和人口皆未知。

## 地理
丹尼森的座標為39°27′39″N 87°35′52″W / 39.46083°N 87.59778°W，而該地的平均海拔高度為177米（即581英尺）。